# Ralf Göthel
Ralf Göthel (* 1962) ist ein ehemaliger deutscher Biathlet.
Ralf Göthel startete für Dynamo Zinnwald. Er gewann 1981 in Lahti bei den Juniorenweltmeisterschaften mit Frank-Peter Roetsch und Steffen Lindau den Titel im Staffelrennen, was er 1982 in Minsk mit Rötsch und Holger Wick wiederholen konnte. Zudem gewann er in beiden Jahren den Titel im Sprint und 1981 Bronze sowie 1982 Silber im Einzel. National gewann er 1983 seinen ersten Titel mit der Staffel, 1984 wiederholte er diesen Erfolg ebenso wie 1985 und 1986. 1987 gewann er Staffelbronze. 1985 wurde er zudem hinter Roetsch Vizemeister im Einzel. Es war zudem Göthels international erfolgreichstes Jahr. Bei den Biathlon-Weltmeisterschaften 1985 in Ruhpolding gewann er mit André Sehmisch, Matthias Jacob und Frank-Peter Roetsch hinter der Staffel der Sowjetunion die Silbermedaille. Im Einzel verpasste er als Viertplatzierter knapp eine weitere Medaille.
1986 wurde Ralf Göthel mit dem Vaterländischen Verdienstorden in Bronze ausgezeichnet.